# Багдасаров, Михаил Ашотович
Михаи́л Ашо́тович Багдаса́ров (23 мая 1945, Баку, СССР — 3 мая 2021, Москва) — советский и российский артист цирка — дрессировщик хищных животных, создатель многих цирковых программ, создатель и руководитель аттракционов «Давид Сасунский» и «Георгий Казначей», «Тигры-шоу», Заслуженный артист Армянской ССР (1980), Народный артист России (1997). Художественный руководитель Нижегородского государственного цирка имени Маргариты Назаровой (2012—2019).

## Биография
Михаил Багдасаров родился 23 мая 1945 года в Баку. С детства любил животных и c 1958 года мечтал стать дрессировщиком. В шестнадцать лет он стал униформистом в цирке, где работали знаменитые дрессировщики Маргарита Назарова и Константин Константиновский. За смелость и талант, проявленные в обращении с хищниками, М. Назарова включила Михаила Багдасарова в свою группу, и в течение девяти лет он работал под её руководством.
С 1973 года начинает выступать с самостоятельной программой. Первый крупный успех пришёл к нему в 1979 году, когда он представил свой новый аттракцион «Давид Сасунский», в котором под музыку из балета Арама Хачатуряна «Спартак» выводил на манеж львов, тигров, пантер, ягуаров, леопардов и пум.
В октябре 1991 года Михаил Багдасаров представил свой новый аттракцион «Тигры-шоу» с 18 уссурийскими тиграми. В нём главной помощницей выступает его дочь Карина Багдасарова.
С 1994 года в этом шоу принимает участие сын Михаила Багдасарова — Артур.
В 1997 году за большие заслуги в области искусства присвоено почётное звание Народного артиста России. В 2003 году звание Заслуженный артист России было присвоено Карине и Артуру Багдасаровым.
С 2012 по 2019 год — художественный руководитель Нижегородского государственного цирка имени Маргариты Назаровой. С 2019 года работал в генеральной дирекции Росгосцирка.
Скончался 3 мая 2021 года в Москве на 76-м году жизни от последствий коронавируса. Прощание прошло 11 мая в Цирке на Цветном бульваре, затем артист был похоронен на Троекуровском кладбище.

## Инцидент во время шоу
В 2006 году во время представления вышедший из под контроля тигр напал на сына Михаила Багдасарова Артура и нанёс ему множественные ранения. Заставить зверя отпустить дрессировщика выстрелами из шумового пистолета смог лишь Михаил Багдасаров. Врачам с трудом удалось спасти жизнь и руку Артура Багдасарова.